# Temporada 2001-02 del València CF
La temporada 2001-2002 el València CF va guanyar la cinquena lliga de la seua història, després de 31 anys des de l'anterior. La temporada va començar amb incertesa, donat el caòtic final de la temporada anterior. Tanmateix, a la primera jornada de lliga Miguel Ángel Angulo marca el gol de la victòria davant el Reial Madrid dels galàctics, en un partit on David Albelda anul·la completament Zinédine Zidane en la jornada que debutava com a gran fitxatge madridista, provocant la ira del madridisme mediàtic, que acusà al valencià de ser un jugador dur. Amb 8 empats i 5 victòries, el València va estar tretze jornades invicte, si bé dos derrotes seguides comencen a posar en dubte a l'entrenador, el debutant Rafa Benítez. A més, el València va ser eliminat de la Copa del Rei en el primer partit, en alinear sobre el terreny de joc a quatre jugadors extracomunitaris, fet que provoca el cessament del delegat de l'equip Juan Cruz Sol. El mes de novembre de 2001 el València va patir cinc derrotes consecutives, allunyant-se de zona de classificació europea i practicant un joc poc vistós.
El 15 de desembre de 2001 el València s'enfrontava al RCD Espanyol en Montjuïc amb Rafa Benítez en la corda fluixa, i amb l'equip que no guanyava fora de casa des de feia 7 mesos. En acabar la primera part l'Espanyol guanyava 2-0, el València no havia creat ocasions de gol, i els consellers de l'equip van cridar al president Jaume Ortí per a demanar el cessament de Benítez en vista del joc i dels resultats. A la segona part, el València va eixir a l'atac i va dominar l'encontre. Al minut 59 Rufete feia el primer gol, i sis minuts més tard el València ja havia remuntat el partit, amb un altre gol de Rufete i un tercer d'Adrian Ilie. Benítez no només no va ser destituït, sinó que a les següents jornades, contra Málaga i Betis, va endur-se la victòria.
La segona volta començava amb un partit contra el Reial Madrid al Santiago Bernabeu. Al minut 2 de partit Adrian Ilie marcà un gol legal que va ser anul·lat, mentre els locals reclamaven penal de Mauricio Pellegrino sobre Raúl al minut 9. Amb un Gol de Fernando Morientes al minut 70 posà com a líder en solitari al Reial Madrid, mentre l'entorn i la premsa afí a l'equip madridista qualificava de ploramiques a Jaume Ortí per les seues protestes sobre l'arbitratge. La jornada següent, la 21, el València perd contra el Reial Valladolid a Mestalla i el Madrid es posava a sis punts de diferència. Dos jornades després, el 6 de febrer, el València guanya al Deportivo Alavés, posant-se líder per primera vegada en tota la temporada. En aquell tram de la temporada set equips podien guanyar el títol i cada jornada canviava el líder, segons els resultats. A poc a poc, la resta d'equips va afluixant, i després de guanyar 2-0 al Barcelona, el València inicia una ratxa de victòries que sols el Reial Madrid pot igualar.
Tot i ser eliminat de la Copa de la UEFA a un traumàtic partit contra l'Inter de Milà amb l'exvalencianista Farinós fent de porter i celebrant animadament la victòria a Mestalla, L'CA Osasuna de Lotina aplasta al Madrid en la jornada 34, donant-li avantatge suficient a un València que venia d'empatar a Son Moix.
El 28 d'abril de 2002 el València rebia l'Espanyol a Mestalla. Ayala fa mans i l'Espanyol s'avança amb un penal marcat per Tamudo. Tres minuts després Amedeo Carboni era expulsat després d'una colzada a Quique de Lucas, arribant al descans perdent per un gol. Kily González i Fábio Aurélio van entrar en la segona meitat, i el València, tot i jugar amb deu, tanca a l'Espanyol en el seu camp. Pablo Aimar, Kily González i sobretot, Rubén Baraja capgirarien el partit quan amb dotze minuts de diferència, el centrecampista vallisoletà marcara dos gols amb dos jugades de triangulació, fent el Kily les dos assistències. Per la seua banda, el Real Madrid (que acabaria la lliga tercer, per darrere del Deportivo de la Coruña) va perdre eixa jornada davant la Reial Societat, el que deixava als de Benítez campions si sumaven tres punts, faltant dos partits per disputar.
El València va ser campió matemàtic el 5 de maig de 2002, a la jornada 37, després de guanyar 2-0 al Màlaga CF. Ayala, de cap, marcà el primer gol al minut 34, mentre que el segon va ser de Fábio Aurélio, que marcà de cap després de fer una paret amb Aimar. Aquell gol va tindre cert suspense, ja que l'àrbitre, Pérez Burrull, va anul·lar-lo en un primer moment, per a donar-lo com vàlid després de consultar als assistents.

## Equip

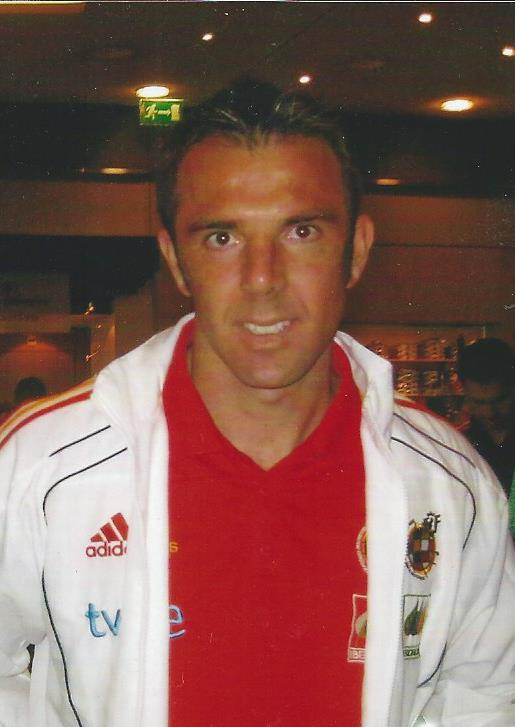
Carlos Marchena va fitxar pel València aquella temporada.

Jugadors a final de temporada
| N. | Pos. | Nac. | Jugador             |
| -- | ---- | --- | ------------------- |
| 1  | POR  | [[Fitxer:Flag of Spain.svg\|23x15px\|border \|alt=Espanya\|link=Selecció de futbol d'Espanya\|{{#if:\|]]                                                                          | Santiago Cañizares  |
| 2  | DEF  | [[Fitxer:Flag of Argentina.svg\|23x15px\|border \|alt=Argentina\|link=Selecció de futbol de l'Argentina\|{{#if:\|]]                                                               | Mauricio Pellegrino |
| 3  | DEF  | [[Fitxer:Flag of Brazil.svg\|23x15px\|border \|alt=Brasil\|link=Selecció de futbol del Brasil\|{{#if:\|]]                                                                         | Fábio Aurélio       |
| 4  | DEF  | [[Fitxer:Flag of Argentina.svg\|23x15px\|border \|alt=Argentina\|link=Selecció de futbol de l'Argentina\|{{#if:\|]]                                                               | Fabián Ayala        |
| 5  | DEF  | [[Fitxer:Flag of Serbia and Montenegro; Flag of Yugoslavia (1992–2003).svg\|23x15px\|border \|alt=Sèrbia i Montenegro\|link=Selecció de futbol de Sèrbia i Montenegro\|{{#if:\|]] | Miroslav Đukić      |
| 6  | MIG  | [[Fitxer:Flag of the Valencian Community (2x3).svg\|23x15px\|border \|alt=València\|link=Selecció de futbol de València\|{{#if:\|]]                                               | David Albelda       |
| 7  | DAV  | [[Fitxer:Flag of Norway.svg\|23x15px\|border \|alt=Noruega\|link=Selecció de futbol de Noruega\|{{#if:\|]]                                                                        | John Carew          |
| 8  | MIG  | [[Fitxer:Flag of Spain.svg\|23x15px\|border \|alt=Espanya\|link=Selecció de futbol d'Espanya\|{{#if:\|]]                                                                          | Rubén Baraja        |
| 9  | DAV  | [[Fitxer:Flag of Spain.svg\|23x15px\|border \|alt=Espanya\|link=Selecció de futbol d'Espanya\|{{#if:\|]]                                                                          | Salva Ballesta      |
| 10 | MIG  | [[Fitxer:Flag of Spain.svg\|23x15px\|border \|alt=Espanya\|link=Selecció de futbol d'Espanya\|{{#if:\|]]                                                                          | Angulo              |
| 11 | DAV  | [[Fitxer:Flag of Romania.svg\|23x15px\|border \|alt=Romania\|link=Selecció de futbol de Romania\|{{#if:\|]]                                                                       | Adrian Ilie         |
| 12 | DEF  | [[Fitxer:Flag of Spain.svg\|23x15px\|border \|alt=Espanya\|link=Selecció de futbol d'Espanya\|{{#if:\|]]                                                                          | Carlos Marchena     |
| 13 | POR  | [[Fitxer:Flag of the Valencian Community (2x3).svg\|23x15px\|border \|alt=València\|link=Selecció de futbol de València\|{{#if:\|]]                                               | Andreu Palop        |

| N. | Pos. | Nac. | Jugador               |
| -- | ---- | --- | --------------------- |
| 14 | MIG  | [[Fitxer:Flag of the Valencian Community (2x3).svg\|23x15px\|border \|alt=València\|link=Selecció de futbol de València\|{{#if:\|]] | Vicente               |
| 15 | DEF  | [[Fitxer:Flag of Italy.svg\|23x15px\|border \|alt=Itàlia\|link=Selecció de futbol d'Itàlia\|{{#if:\|]]                              | Amedeo Carboni        |
| 17 | DAV  | [[Fitxer:Flag of the Valencian Community (2x3).svg\|23x15px\|border \|alt=València\|link=Selecció de futbol de València\|{{#if:\|]] | Juan Sánchez          |
| 18 | DAV  | [[Fitxer:Flag of Argentina.svg\|23x15px\|border \|alt=Argentina\|link=Selecció de futbol de l'Argentina\|{{#if:\|]]                 | Kily González         |
| 19 | MIG  | [[Fitxer:Flag of the Valencian Community (2x3).svg\|23x15px\|border \|alt=València\|link=Selecció de futbol de València\|{{#if:\|]] | Rufete                |
| 20 | DEF  | [[Fitxer:Flag of France (1794–1815, 1830–1974).svg\|23x15px\|border \|alt=França\|link=Selecció de futbol de França\|{{#if:\|]]     | Jocelyn Angloma       |
| 21 | MIG  | [[Fitxer:Flag of Argentina.svg\|23x15px\|border \|alt=Argentina\|link=Selecció de futbol de l'Argentina\|{{#if:\|]]                 | Pablo Aimar           |
| 21 | MIG  | [[Fitxer:Flag of Uruguay.svg\|23x15px\|border \|alt=Uruguai\|link=Selecció de futbol de l'Uruguai\|{{#if:\|]]                       | Gonzalo de los Santos |
| 23 | DEF  | [[Fitxer:Flag of Catalonia.svg\|23x15px\|border \|alt=Catalunya\|link=Selecció de futbol de Catalunya\|{{#if:\|]]                   | Curro Torres          |
| 24 | DAV  | [[Fitxer:Flag of Spain.svg\|23x15px\|border \|alt=Espanya\|link=Selecció de futbol d'Espanya\|{{#if:\|]]                            | Mista                 |
| 25 | POR  | [[Fitxer:Flag of the Valencian Community (2x3).svg\|23x15px\|border \|alt=València\|link=Selecció de futbol de València\|{{#if:\|]] | David Rangel          |
| 31 | DEF  | [[Fitxer:Flag of the Valencian Community (2x3).svg\|23x15px\|border \|alt=València\|link=Selecció de futbol de València\|{{#if:\|]] | David Navarro         |
| 38 | MIG  | [[Fitxer:Flag of the Valencian Community (2x3).svg\|23x15px\|border \|alt=València\|link=Selecció de futbol de València\|{{#if:\|]] | Javier Garrido        |

### Deixaren l'equip a mitjan temporada
| N. | Pos. | Nac. | Jugador                                  |
| -- | ---- | --- | ---------------------------------------- |
| 16 | DAV  | [[Fitxer:Flag of Romania.svg\|23x15px\|border \|alt=Romania\|link=Selecció de futbol de Romania\|{{#if:\|]] | Dennis Serban (cedit al Rapid Bucureşti) |

## Resultats

### La Lliga
- València CF-Reial Madrid 1-0
- 1-0 Angulo  8'
- Reial Valladolid-València CF 1-1
- 1-0 Caminero  30'
- 1-1 Salva  90'
- València CF-UD Las Palmas 1-0
- 1-0 David Albelda  62'
- Athletic Club-València CF 2-2
- 0-1 Roberto Ayala  44'
- 0-2 Pablo Aimar  47'
- 1-2 Joseba Etxeberría  64'
- 2-2 Carlos García  90'
- València CF-Alavés 0-0
- Celta de Vigo-València CF 1-1
- 0-1 Juan Sánchez  6'
- 1-1 Florian Maurice  48'
- València CF-Vila-real CF 1-0
- 1-0 Salva  45'
- FC Barcelona-València CF 2-2
- 0-1 Salva  26'
- 1-1 Javier Saviola  43'
- 1-2 Carlos Marchena  72'
- 2-2 Gabri  74'
- València CF-Reial Saragossa 2-0
- 1-0 Kily González  32'
- 2-0 Kily González  80'
- Sevilla FC-València CF 1-1
- 0-1 David Albelda  20'
- 1-1 Moisés  46'
- València CF-Rayo Vallecano 2-1
- 1-0 Salva  22'
- 1-1 Roberto Peragón  40' (pen.)
- 2-1 Juan Sánchez  88'
- CA Osasuna-València CF 0-0
- València CF-CD Tenerife 0-0
- Reial Societat-València CF 2-0
- 1-0 Edgaras Jankauskas  38'
- 2-0 Edgaras Jankauskas  65' (pen.)
- València CF-RCD Mallorca 1-1
- 0-1 Albert Luque  13'
- 1-1 Mista  80'
- Deportivo-València CF 1-0
- 1-0 Diego Tristán  59'
- RCD Espanyol-València CF 2-3
- 1-0 Francisco Palencia  24'
- 2-0 Alex Fernández  44'
- 2-1 Francisco Rufete  59'
- 2-2 Francisco Rufete  63'
- 2-3 Adrian Ilie  66'
- València CF-Màlaga CF 2-1
- 0-1 Darío Silva  14'
- 1-1 Vicente  25'
- 2-1 Mista  30'
- Reial Betis-València CF 1-3
- 0-1 Salva  8'
- 0-2 Adrian Ilie  16'
- 1-2 Capi  43'
- 1-3 Rubén Baraja  80' (pen.)
- Reial Madrid-València CF 1-0
- 1-0 Fernando Morientes  72'
- València CF-Reial Valladolid 1-2
- 0-1 Luis García  20'
- 1-1 Mauricio Pellegrino  26'
- 1-2 Fernando Sales  35'
- UD Las Palmas-València CF 0-1
- 0-1 Mista  7'
- València CF-Athletic Club 2-1
- 1-0 Mista  14'
- 2-0 Francisco Rufete  66'
- 2-1 Joseba Etxeberría  73'
- Alavés-València CF 1-2
- 1-0 Martín Estudillo  2'
- 1-1 Gonzalo de los Santos  3'
- 1-2 John Carew  27'
- València CF-Celta de Vigo 0-0
- Vila-real CF-València CF 1-1
- 1-0 Rodolfo Arruabarrena  54'
- 1-1 Pablo Aimar  83'
- València CF-FC Barcelona 2-0
- 1-0 Francisco Rufete  16'
- 2-0 Pablo Aimar  63'
- Reial Saragossa-València CF 0-1
- 0-1 Francisco Rufete  24'
- València CF-Sevilla FC 2-0
- 1-0 Juan Sánchez  66'
- 2-0 Angulo  89'
- Rayo Vallecano-València CF 2-1
- 0-1 Angulo  29'
- 1-1 Mauricio Pellegrino  45' (p.p.)
- 2-1 Sergio Corino  58'
- València CF-CA Osasuna 2-1
- 1-0 Juan Sánchez  78'
- 1-1 John Aloisi  85'
- 2-1 Rubén Baraja  90'
- CD Tenerife-València CF 0-1
- 0-1 Pablo Aimar  77'
- València CF-Reial Societat 4-0
- 1-0 Rubén Baraja  12'
- 2-0 Kily González  28'
- 3-0 Angulo  55'
- 4-0 Mista  89'
- RCD Mallorca-València CF 1-1
- 1-0 Albert Luque  45'
- 1-1 Rubén Baraja  63'
- València CF-Deportivo 1-0
- 1-0 Aldo Duscher  69' (p.p.)
- València CF-RCD Espanyol 2-1
- 0-1 Raúl Tamudo  30' (pen.)
- 1-1 Rubén Baraja  68'
- 2-1 Rubén Baraja  79'
- Màlaga CF-València CF 0-2
- 0-1 Roberto Ayala  35'
- 0-2 Fábio Aurélio  45'
- València CF-Reial Betis 2-0
- 1-0 Rubén Baraja  44'
- 2-0 Vicente  90'

## Màxims anotadors

### La Lliga
- Rubén Baraja 7
- Salva 5
- Francisco Rufete 5
- Angulo 4
- Pablo Aimar 4
- Mista 4